# Giacomo Tritto

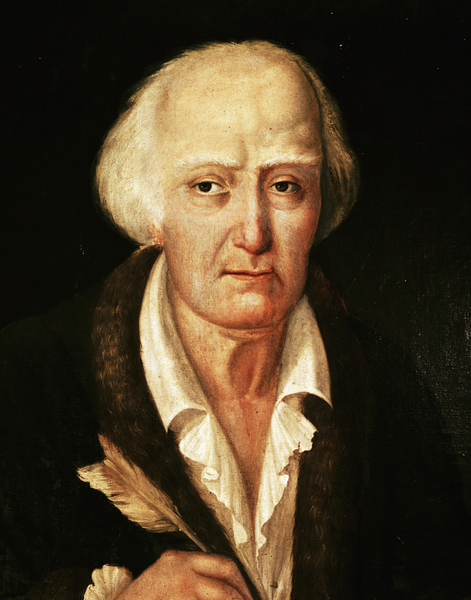
Giacomo Tritto

Giacomo Domenico Mario Antonio Pasquale Giuseppe Di Tritto (* 2. April 1733 in Altamura; † 16. September 1824 in Neapel) war ein italienischer Komponist, Musikpädagoge und ein Vertreter der Neapolitanischen Schule.

## Leben und Wirken
Giacomo Tritto studierte ab 1752 am neapolitanischen Conservatorio della Pietà dei Turchini und wurde 1785 Musikdirektor am Teatro San Carlo. Ab 1816 wirkte er als Hofkapellmeister. Tritto war Lehrer von Vincenzo Bellini, Saverio Mercadante, Pietro Raimondi, Giacomo Meyerbeer und Gaspare Spontini. 
Zwischen 1764 und 1815 schrieb er 51 Opern im Stil der Neapolitanischen Schule, darunter „Arminio“ (1786), „La canterina“ (1790) und „Marco Albinio“ (1810). Seine Unterrichtsmethoden legte er schriftlich nieder, wobei seine „Generalbassschule“ aus dem Jahre 1821 besonders breite Rezeption fand.